# Ньяль Торгейрссон
Ньяль Торгейрссон или Ньяль сын Торгейра Голльнира (исл. Njáll Þorgeirsson, умер в 1011) — исландский законовед, один из инициаторов принятия христианства и правовой реформы начала XI века, один из центральных персонажей «Саги о Ньяле».

## Биография
Отцом Ньяля был Торгейр Голльнир сын Торольва, матерью была Асгерд, дочь херсира Аскеля Немого. Сага говорит, что именно Асгерд переселилась из Норвегии в Исландию и поселилась к востоку от Лесной реки. Ньяль был женат на Бергторе, дочери Скарпхедина, и имел от неё трёх сыновей (Скарпхедина, Грима и Хельги) и двух дочерей (Торгерд, жену Кетиля из Леса, и Хельгу, жену Палёного Кари). От Хродню дочери Хёскульда у него был внебрачный сын Хёскульд.
Сага сообщает, что Ньяль стал инициатором правовой реформы 1004 года, когда в Исландии помимо судов четвертей был введён новый, пятый суд. В современной науке принято считать, что роль Ньяля в этой реформе преувеличена.
Ньяль был хорош собой, но у него не было растительности на лице. Враги Ньяля использовали это, чтобы презрительно называть всю его семью «навознобородыми». Ньяль был мудрым человеком со способностями ясновидящего и несравненным знатоком законов. Он охотно давал советы всем, кто в этом нуждался, и неоднократно демонстрировал своё благородство по отношению к друзьям. Его дружба с Гуннаром сыном Хамунда занимает важное место в саге. Сыновья Ньяля убили любимого воспитанника отца — Хёскульда Белого Годи — и сделали его врагами самых могущественных людей в округе; тем не менее, когда враги уже подожгли дом, Ньяль отказался принять их предложение о пощаде и предпочёл погибнуть вместе с семьёй.
«Книга о заселении Исландии» говорит после упоминания Торгейра Голльнира: «Его сыном был Ньяль, которого сожгли в собственном доме», и даёт другую версию родословной Ньяля, согласно которой Асгерд дочь Аска (а не Аскеля) Лысого приходилась Ньялю не матерью, а бабкой.
«Младшая Эдда» упоминает скальда Бренну-Ньяля («Сожжённого Ньяля»), использовавшего хейти моря.

## Мнения учёных
Сцена сожжения Ньяля в саге имеет много общего со сценой сожжения на Мошкарном болоте, случившегося в 1253 году, в «Саге об исландцах». Поскольку последняя была записана раньше, чем «Сага о Ньяле», многие комментаторы считают, что события 1253 года повлияли на описание ситуации 1011 года.
Исландский учёный Сигурдур Нордаль обратил внимание на отсутствие археологических доказательств того, что дом Ньяля действительно был сожжён, и на возможность вольной интерпретации биографии существовавшего в реальности человека автором саги. В частности, сага очень тенденциозна, когда изображает Ньяля и его друга Гуннара окружёнными иррациональной злобой праведниками, а в конце концов — жертвами бесчестных интриганов. На самом деле, по мнению Нордаля, распри, в которые Ньяля якобы втягивают его враги, могли быть частью борьбы за влияние, в которой Ньяль и Гуннар часто выступали в роли агрессоров.

## В современной культуре
- Ньяль — один из главных героев романов Генри Триза «Горящий Ньял»[10] и Бьярни Хардарсона «Мёрд»[11].
- Смерть Ньяля упоминается в стихотворении Луиса Макниса «Сага о Ньяле» как неизбежное следствие гибели Гуннара:

…Неохотно

Они его добили. И тем самым враги — и женщина, — они той ночью

Открыли путь для множества смертей: старик, его жена и внук

Будут убиты.
- Первый скетч 27-го эпизода в «Летающем цирке Монти Пайтона» называется «Сага о Ньяле». При этом его действие происходит в 1126 году.
- Ньяль — один из главных героев фильма Бьёрна Б.Бьёрнссона «Сага о Ньяле» (2003)[13]. Его сыграл Ингвар Эггерт Сигурдссон.
- Ньяль действует в пьесе А.Кудрявцева «Сага о Ньяле, сыне Торгейра, его жене Бергторе, дочери Скарпхедина, и Халльгерд, дочери Хёскульда из Долин»[14].